# Úrvalsdeild 2021
La Úrvalsdeild 2021, nota anche come Pepsi Max Deildin 2021 per motivi di sponsorizzazione, è stata la 110ª edizione della massima divisione del campionato islandese di calcio, iniziata il 30 aprile e terminata il 25 settembre 2021. Il Valur era la squadra campione in carica. Il Víkingur ha conquistato il sesto titolo della sua storia, dopo trent'anni dall'ultimo trionfo.

## Stagione

### Novità
Dalla Úrvalsdeild 2020 sono stati retrocessi in 1. deild karla il Grótta e il Fjölnir, classificatisi agli ultimi due posti. Dalla 1. deild karla sono stati promossi in Úrvalsdeild il Keflavík e il Leiknir, prime due classificate.

### Formula
Le 12 squadre partecipanti si affrontano in un girone all'italiana con partite di andata e ritorno, per un totale di 22 giornate. La squadra prima classificata è dichiarata campione di Islanda e ha il diritto a partecipare alla UEFA Champions League 2022-2023 partendo dal turno preliminare. La squadra classificata al secondo posto è ammessa alla UEFA Europa Conference League 2022-2023 partendo dal primo turno di qualificazione, assieme alla squadra vincitrice della Coppa d'Islanda. Le ultime due classificate retrocedono direttamente in 1. deild karla 2022.

## Squadre partecipanti
| Club             | Città         | Stadio           | Stagione precedente        |
| ---------------- | ------------- | ---------------- | -------------------------- |
| Breiðablik       | Kópavogur     | Kópavogsvöllur   | 4º posto in Úrvalsdeild    |
| FH Hafnarfjörður | Hafnarfjörður | Kaplakriki       | 2º posto in Úrvalsdeild    |
| Fylkir           | Reykjavík     | Fylkisvöllur     | 6º posto in Úrvalsdeild    |
| HK Kópavogur     | Kópavogur     | Kórinn           | 9º posto in Úrvalsdeild    |
| ÍA Akraness      | Akranes       | Norðurálsvöllur  | 8º posto in Úrvalsdeild    |
| KA Akureyri      | Akureyri      | Akureyrarvöllur  | 7º posto in Úrvalsdeild    |
| Keflavík         | Reykjanesbær  | Keflavíkurvöllur | 1º posto in 1. deild karla |
| KR Reykjavík     | Reykjavík     | KR-völlur        | 5º posto in Úrvalsdeild    |
| Leiknir          | Reykjavík     | Leiknisvöllur    | 2º posto in 1. deild karla |
| Stjarnan         | Garðabær      | Stjörnuvöllur    | 3º posto in Úrvalsdeild    |
| Valur            | Reykjavík     | Vodafonevöllurin | Campione d'Islanda         |
| Víkingur         | Reykjavík     | Víkingsvöllur    | 10º posto in Úrvalsdeild   |

## Classifica finale
|                    | Pos. | Squadra          | Pt | G  | V  | N | P  | GF | GS | DR  |
| ------------------ | ---- | ---------------- | -- | -- | -- | - | -- | -- | -- | --- |
| Islanda (bandiera) | 1.   | Víkingur         | 48 | 22 | 14 | 6 | 2  | 38 | 21 | +17 |
|                    | 2.   | Breiðablik       | 47 | 22 | 15 | 2 | 5  | 55 | 21 | +34 |
| [ 4 ]              | 3.   | KR Reykjavík     | 41 | 22 | 12 | 5 | 5  | 35 | 19 | +16 |
|                    | 4.   | KA Akureyri      | 40 | 22 | 12 | 4 | 6  | 36 | 20 | +16 |
|                    | 5.   | Valur            | 39 | 22 | 12 | 3 | 7  | 37 | 26 | +11 |
|                    | 6.   | FH Hafnarfjörður | 33 | 22 | 9  | 6 | 7  | 39 | 26 | +13 |
|                    | 7.   | Stjarnan         | 22 | 22 | 6  | 4 | 12 | 24 | 36 | -12 |
|                    | 8.   | Leiknir          | 22 | 22 | 6  | 4 | 12 | 18 | 32 | -14 |
|                    | 9.   | ÍA Akraness      | 21 | 22 | 6  | 3 | 13 | 29 | 44 | -15 |
|                    | 10.  | Keflavík         | 21 | 22 | 6  | 3 | 13 | 23 | 38 | -15 |
|                    | 11.  | HK Kópavogur     | 20 | 22 | 5  | 5 | 12 | 21 | 39 | -18 |
|                    | 12.  | Fylkir           | 16 | 22 | 3  | 7 | 12 | 18 | 51 | -33 |

Legenda:
      Campione d'Islanda e ammessa alla UEFA Champions League 2022-2023
      Ammesse alla UEFA Europa Conference League 2022-2023
      Retrocesse in 1. deild karla 2022
Note:
Tre punti a vittoria, uno a pareggio, zero a sconfitta.
La classifica viene stilata secondo i seguenti criteri:
- Punti conquistati
- Differenza reti generale
- Reti totali realizzate
- Punti conquistati negli scontri diretti
- Differenza reti negli scontri diretti
- Reti realizzate negli scontri diretti
- Reti realizzate in trasferta negli scontri diretti
- play-off (solo per decidere la squadra campione)
- Sorteggio

## Risultati
|                  | Bre  | Haf  | Fyl  | HK   | ÍA   | KA   | Kef  | KR   | Lei  | Stj  | Val  | Vík  |
| ---------------- | ---- | ---- | ---- | ---- | ---- | ---- | ---- | ---- | ---- | ---- | ---- | ---- |
| Breiðablik       | –––– | 4-0  | 2-0  | 3-0  | 2-1  | 2-0  | 4-0  | 0-2  | 4-0  | 4-0  | 3-0  | 4-0  |
| FH Hafnarfjörður | 1-0  | –––– | 1-0  | 2-4  | 5-1  | 1-1  | 0-0  | 0-2  | 5-0  | 1-1  | 1-1  | 1-2  |
| Fylkir           | 0-7  | 0-2  | –––– | 1-2  | 3-1  | 2-1  | 4-2  | 1-1  | 0-0  | 1-1  | 0-6  | 0-3  |
| HK Kópavogur     | 2-3  | 1-3  | 2-2  | –––– | 1-3  | 0-0  | 1-0  | 0-1  | 2-1  | 1-0  | 0-3  | 0-0  |
| ÍA Akraness      | 2-3  | 0-3  | 5-0  | 4-1  | –––– | 0-2  | 2-2  | 0-2  | 3-1  | 0-0  | 2-1  | 1-1  |
| KA Akureyri      | 0-2  | 2-2  | 2-0  | 2-0  | 3-0  | –––– | 2-1  | 1-2  | 3-0  | 2-1  | 0-1  | 0-1  |
| Keflavík         | 2-0  | 0-5  | 1-1  | 2-0  | 2-3  | 1-4  | –––– | 0-2  | 1-0  | 2-0  | 1-2  | 1-2  |
| KR Reykjavík     | 1-1  | 1-1  | 4-0  | 1-1  | 3-1  | 1-3  | 1-0  | –––– | 2-1  | 1-2  | 2-3  | 1-2  |
| Leiknir          | 3-3  | 2-1  | 3-0  | 0-0  | 2-0  | 0-1  | 0-1  | 0-2  | –––– | 2-0  | 1-0  | 2-1  |
| Stjarnan         | 1-3  | 0-4  | 2-0  | 2-1  | 4-0  | 0-1  | 2-3  | 0-2  | 0-0  | –––– | 2-1  | 2-3  |
| Valur            | 3-1  | 2-0  | 1-1  | 3-2  | 2-0  | 1-4  | 2-1  | 1-0  | 1-0  | 1-2  | –––– | 1-1  |
| Víkingur         | 3-0  | 2-0  | 2-2  | 3-0  | 1-0  | 2-2  | 1-0  | 1-1  | 2-0  | 3-2  | 2-1  | –––– |

## Statistiche

### Squadra

#### Capoliste solitarie
|    | —— | —— | —— | —— | ——    | ——    | ——  | ——    | ——    | ——    | ——    | ——    | ——    | ——    | ——    | ——    | ——         | ——         | ——         | ——       | ——       | —— |  |
|    |    |    |    |    | Valur | Valur | Vík | Valur | Valur | Valur | Valur | Valur | Valur | Valur | Valur | Valur | Breiðablik | Breiðablik | Breiðablik | Víkingur | Víkingur |    |  |
|    |    |    |    |    |       |       |     |       |       |       |       |       |       |       |       |       |            |            |            |          |          |    |  |
|    |    |    |    |    |       |       |     |       |       |       |       |       |       |       |       |       |            |            |            |          |          |    |  |
| 1ª | 2ª | 3ª | 4ª | 5ª | 6ª    | 7ª    | 8ª  | 9ª    | 10ª   | 11ª   | 12ª   | 13ª   | 14ª   | 15ª   | 16ª   | 17ª   | 18ª        | 19ª        | 20ª        | 21ª      | 22ª      |    |  |

### Individuale

#### Classifica marcatori
| Gol |  |  | Giocatore                    | Squadra          |
| --- |  |  | ---------------------------- | ---------------- |
| 16  |  |  | Nikolaj Hansen               | Víkingur         |
| 11  |  |  | Hallgrímur Mar Steingrímsson | KA Akureyri      |
| 11  |  |  | Árni Vilhjálmsson            | Breiðablik       |
| 10  |  |  | Sævar Atli Magnússon         | Leiknir          |
| 10  |  |  | Joey Gibbs                   | Keflavík         |
| 9   |  |  | Steven Lennon                | FH Hafnarfjörður |
| 9   |  |  | Patrick Pedersen             | Valur            |
| 9   |  |  | Kristinn Steindórsson        | Breiðablik       |
| 7   |  |  | Matthías Vilhjálmsson        | Stjarnan         |
| 7   |  |  | Ásgeir Sigurgeirsson         | KA Akureyri      |
| 7   |  |  | Kjartan Finnbogason          | KR Reykjavík     |